# مقايسة حيوية

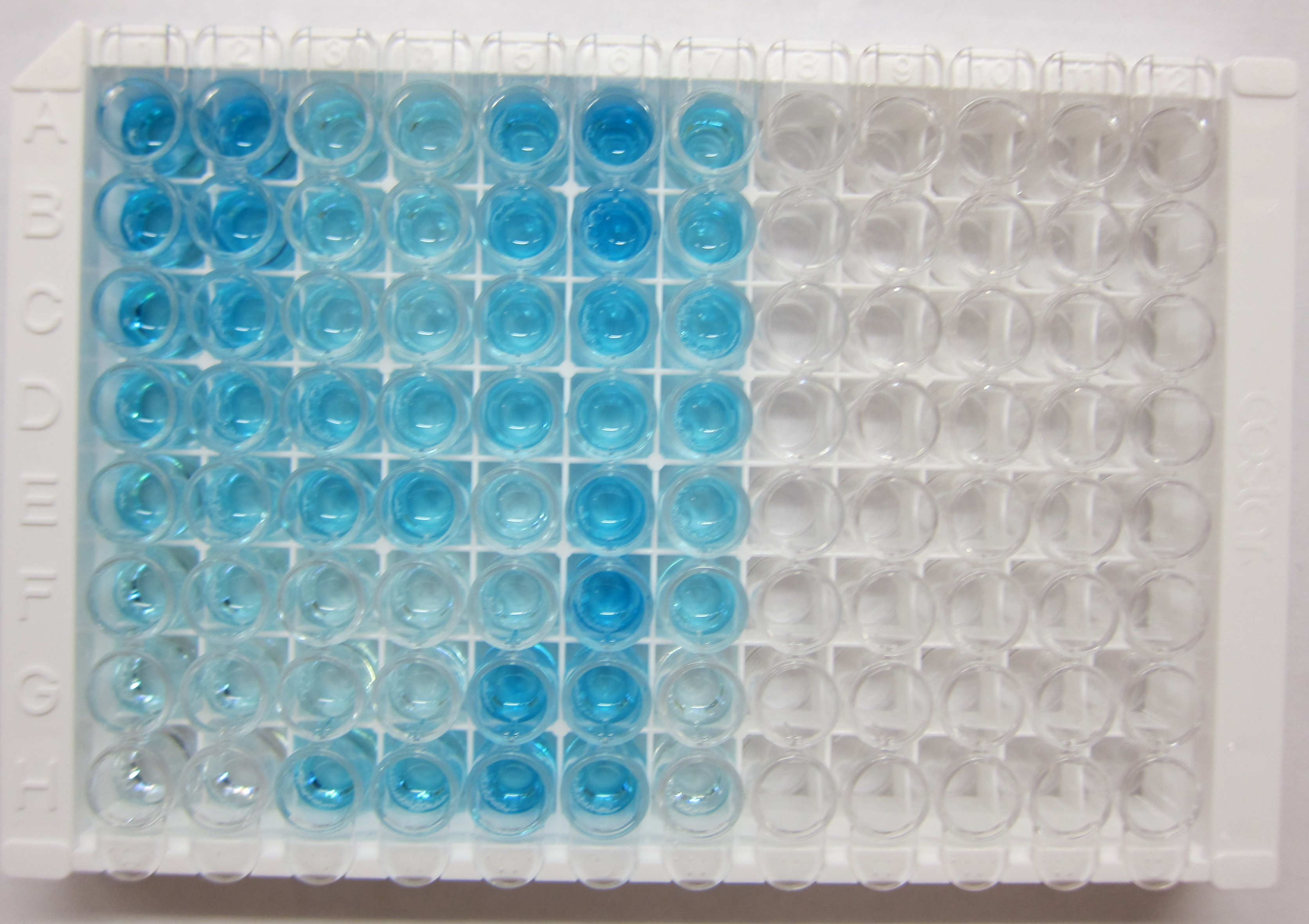
صورة لوحة مقايسة امتصاصية مناعية للإنزيم المرتبط بمستوى مختلف من الكورتيزول

المقايسة البيولوجية أو المقايسة الحيوية أو رزن حيوى أو تقدير حيوي أو اختبار حيوي (بالإنجليزية: Bioassay)، هي طريقة تحليلية لتحديد تركيز أو فاعلية مادة ما من خلال تأثيرها على الخلايا أو الأنسجة الحية. المقاييات الحيوية هي مقايسات تُستخدم لتقدير فاعلية العوامل من خلال ملاحظة آثارها على الحيوانات الحية (في الجسم الحي) أو أنظمة زراعة الأنسجة / الخلايا (في المختبر). يمكن أن تكون تجربة المقايسة الحيوية إما نوعية أو كمية، مباشرة أو غير مباشرة. إذا كانت الاستجابة المقايسة ثنائية، فإن الاختبار نوعي، إذا لم يكن كذلك، فهو كمّي. تستخدم المقايسة البيولوجية للكشف عن المخاطر البيولوجية أو تقييم جودة المزيج. غالبًا ما تستخدم هذه المقايسة لمراقبة جودة المياه وكذلك تصريف مياه الصرف الصحي وتأثيرها على المناطق المحيطة. كما أنها تستخدم لتقييم الأثر البيئي وسلامة التقنيات والمرافق الجديدة.  

## المبدأ
المقايسة الحيوية هي اختبار كيميائي حيوي لتقدير الفاعلية النسبية لمركب عينة إلى مركب قياسي.  تضمن المقايسة الحيوية النموذجية محفزًا (مثل الادوية) يطبق على موضوع (مثل الحيوانات والأنسجة والنباتات) ويتم تشغيل الاستجابة (مثل الموت) وقياسها. تتفاوت شدة التحفيز بالجرعات واعتمادًا على شدة التحفيز، سيتبع التغيير / الاستجابة موضوع.

## التاريخ
تعود الاستخدامات الأولى للمقايسة الحيوية إلى وقت مبكر من أواخر القرن التاسع عشر، عندما وضع الطبيب الألماني بول إرليخ أسس التحاليل البيولوجية. قدم مفهوم التوحيد من خلال ردود فعل المادة الحية. كانت المقايسة الحيوية لمضاد السموم للدفتيريا هو أول اختبار حيوي يحصل على الاعتراف. استطاع استخدامه للمقايسة الحيوية على اكتشاف أن إعطاء جرعة متزايدة تدريجيًا من الدفتيريا في الحيوانات حفز إنتاج مصل الدم.
تألفت العديد من الاختبارات الحيوية المبكرة من استخدام الحيوانات لاختبار السرطنة للمواد الكيميائية. أحد الأمثلة المعروفة هو تجربة «كناري في منجم الفحم». لاختبار الميثان، يأخذ عمال المناجم الكناري الحساسة للميثان إلى مناجم الفحم لضمان الهواء الآمن. في عام 1915، اختبر كاتسوسابورو ياماغيوا وكويشي ايشيكاوا السرطنة لقطران الفحم باستخدام السطح الداخلي لأذني الأرنب.
خلال الأربعينيات والستينيات من القرن الماضي، تم استخدام المقايسة الحيوية للحيوانات في المقام الأول لاختبار سمية وسلامة الأدوية والمضافات الغذائية والمبيدات الحشرية.
في أواخر الستينيات والسبعينيات من القرن الماضي، ازداد الاعتماد على المقايسة الحيوية مع تزايد قلق الجمهور من المخاطر المهنية والبيئية. بينما قبل هذه المخاطر الصحية لبعض المواد الكيميائية مثل مبيدات الآفات تم اختبارها في المقايسة الحيوية للحيوانات، كانت لا تزال نادرة ولم يتم اختبارها كثيرًا.

## التصنيفات

### مقايسة مباشرة
ينتج التحفيز / المعيار بشكل كافٍ استجابة محددة قابلة للقياس. يجب أن تكون الاستجابة واضحة ويسهل التعرف عليها وقياسها مباشرة.

### مقايسة غير مباشرة على أساس الاستجابة الكمية
يتم التحقق أولاً من العلاقة بين الجرعة والاستجابة. ثم يتم الحصول على الجرعة المقابلة لاستجابة معينة من العلاقة لكل إعداد على حدة.
مقايسة غير مباشرة على أساس الاستجابة الكمية يتضمن الفحص استجابة «الكل أو لا شيء» (مثل الحياة أو الموت). يتم إنتاج الاستجابة من خلال تأثير العتبة.

## أمثلة

### الإلايزا
الطريقة التحليلية الكمية التي تقيس امتصاص تغير اللون من تفاعل الأجسام المضادة للمستضد (مثل المباشر، غير المباشر، الساندويتش، التنافسي). يستخدم الإلايزا لقياس مجموعة متنوعة من المواد في جسم الإنسان من مستويات الكورتيزول للتوتر إلى مستوى الجلوكوز لمرض السكري.

### اختبار الحمل المنزلي
يتضمن اختبار الحمل المنزلي الإلايزا للكشف عن زيادة الغدد التناسلية المشيمية البشرية أثناء الحمل.

### تحليل فيروس نقص المناعة
يستخدم اختبار فيروس نقص المناعة البشرية أيضًا غير المباشر الإلايزا للكشف عن الأجسام المضادة لفيروس نقص المناعة البشرية الناتجة عن العدوى.